# Je suis un criminel

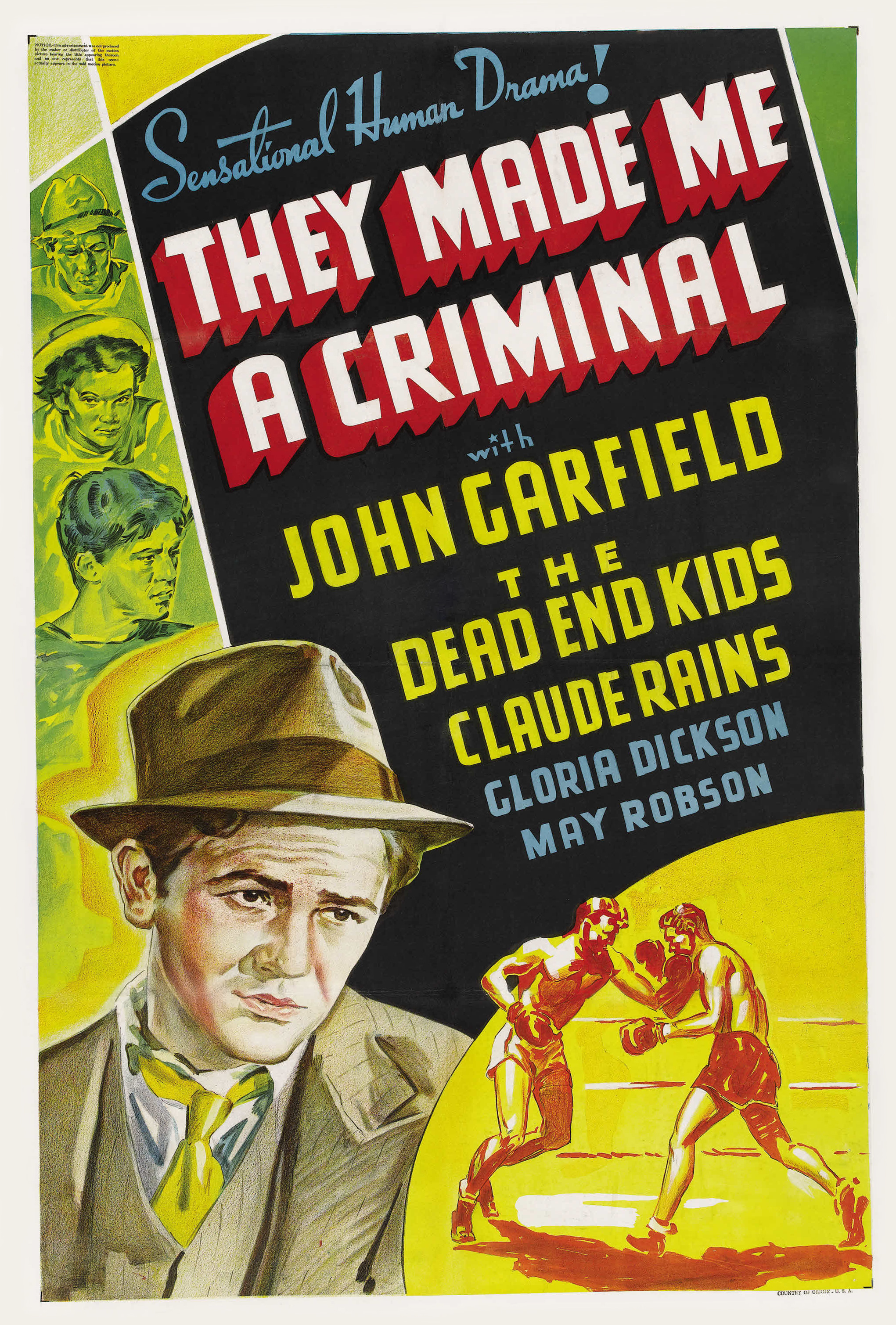
Affiche du film.

Je suis un criminel (They Made Me a Criminal) est un film américain réalisé par Busby Berkeley, sorti en 1939.
Il s'agit du remake de La Vie de Jimmy Dolan.

## Synopsis
Après un combat victorieux à New York, le gaucher Johnnie Bradfield passe une soirée arrosée avec ses amis, au cours de laquelle l'un d'eux, en l'absence de témoin, tue un journaliste trop curieux. Profitant de la cuite de Johnnie, le meurtrier s'enfuit pour lui faire porter le chapeau, en le dépouillant de son argent, de sa montre et de sa petite amie. Mais, pris en chasse par la police, le couple meurt carbonisé dans sa voiture. Les journaux peuvent titrer sur le champion assassin, identifié par sa montre et sa mort.
Seul Phelan n'y croit pas : il avait lui-même attaché la montre au poignet gauche de Johnnie et on l'a retrouvée au poignet droit du mort. Sous les quolibets de ses collègues, il décide de retrouver Johnnie.
Celui-ci vagabonde jusque dans l'Oklahoma, où il finit par s'installer sous le nom de Jack Dorney dans le ranch dattier de Peggy Rafferty, qui recueille des adolescents en difficulté, et ils commencent à vivre ensemble. Mais le ranch va mal, et un projet de station-service le remettrait à flot. Il faut pour cela 2 000 $. Or on annonce l'exhibition de Rutchek, une brute qui promet 500 $ pour chaque round tenu contre lui. Johnnie/Jack s'inscrit, mais Phelan, qui l'a reconnu sur une photo primée d'un des enfants arrive pour assister au combat et l'arrêter...

## Fiche technique
- Titre : Je suis un criminel
- Titre original : They Made Me a Criminal
- Réalisateur : Busby Berkeley
- Scénario : Sig Herzig d'après le roman The Life of Jimmy Nolan de Bertram Millhauser et Beulah Marie Dix
- Photographie : James Wong Howe
- Montage : Jack Killifer
- Musique : Max Steiner
- Directeur artistique : Anton Grot
- Producteurs : Benjamin Glazer et Hal B. Wallis
- Genre : Film dramatique,  Film policier, Film noir
- Durée : 92 minutes
- Date de sortie : 1939

## Distribution
Conformément au générique :

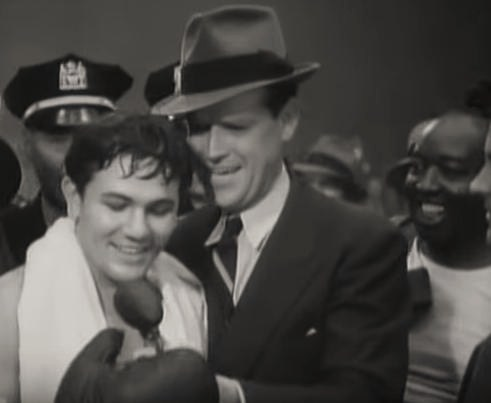
John Garfield et Sam McDaniel.

- John Garfield : Johnnie Bradfield
- Claude Rains : Det. Monty Phelan
- Ann Sheridan : Goldie West
- May Robson : Grandma Rafferty
- Gloria Dickson : Peggy
- Billy Halop : Tommy
- Bobby Jordan : Angel
- Leo Gorcey : Spit
- Huntz Hall : Dippy
- Gabriel Dell : T.B.
- Bernard Punsley : Milt
- Robert Glecker : Doc Ward
- John Ridgely : Charles 'Charlie' Magee
- Barbara Pepper : Budgie Massey
- William Davidson : Ennis
- Ward Bond : Lenihan
- Robert Strange : Malvin
- Louis Jean Heydt : Smith
- Frank Riggi : Rutchek
- Cliff Clarke : le manager
- Dick Wessel : Collucci
- Raymond Brown : le sheriff
- Sam Hayes : l'annonceur du combat

Acteurs non crédités
- Sam McDaniel : Splash
- Ronald Sinclair : J. Douglas Williamson

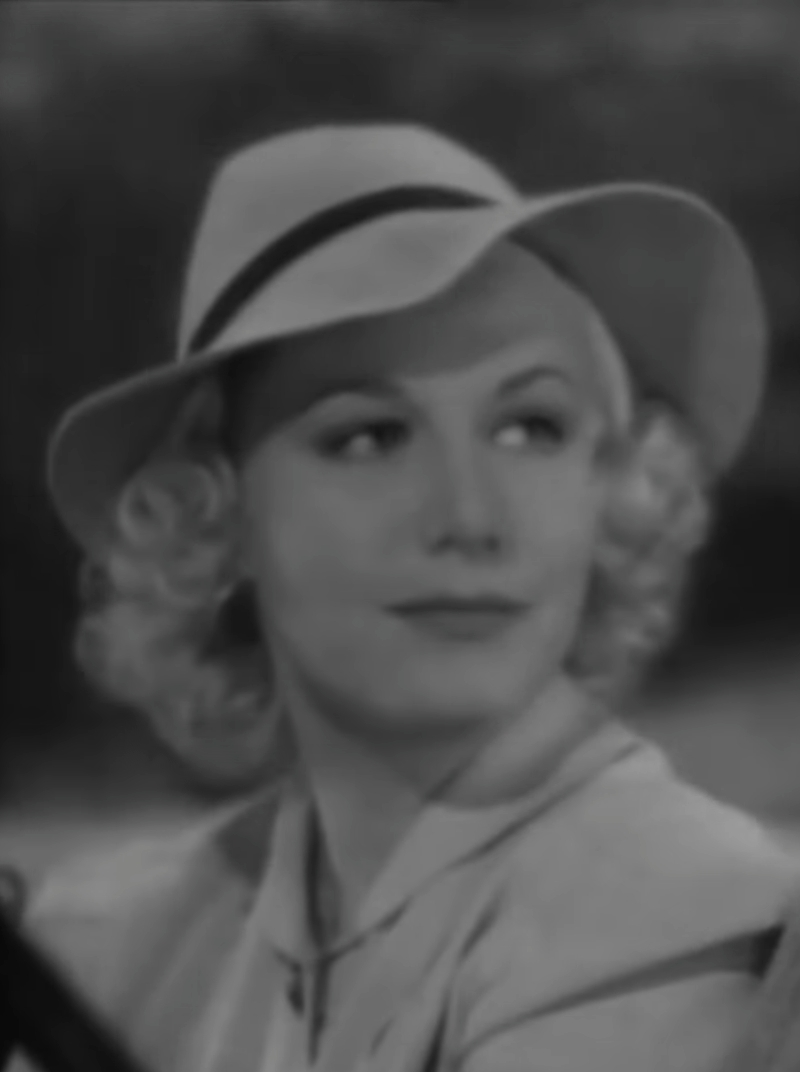
Gloria Dickson.
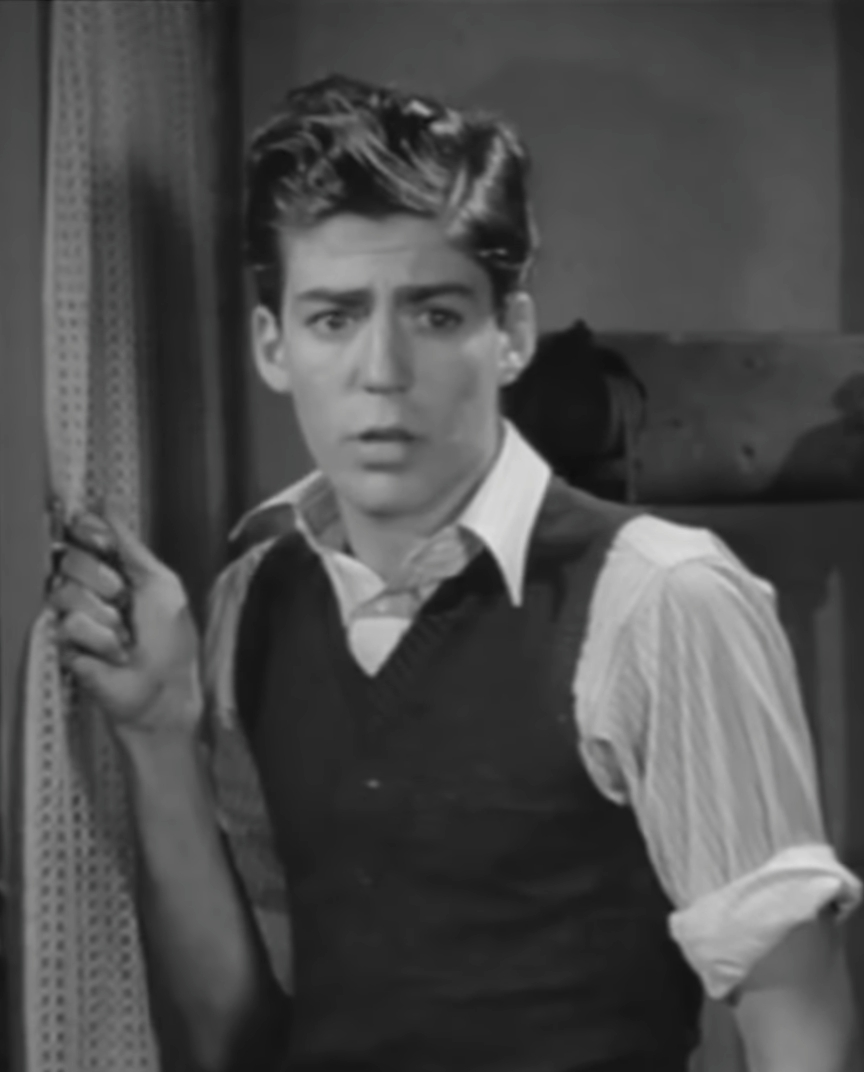
Billy Halop.
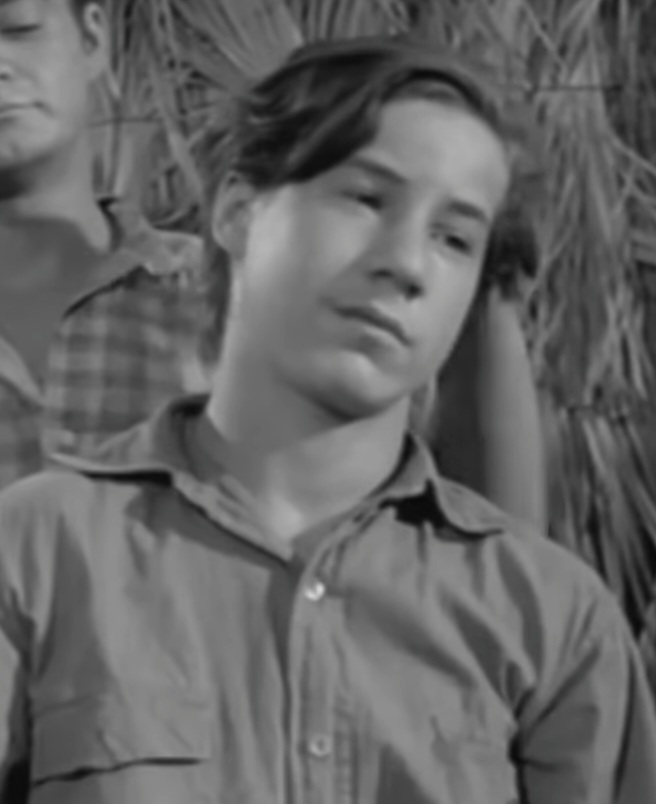
Bobby Jordan.